# Zafarraya (kommunhuvudort)
Zafarraya är en kommunhuvudort i Spanien.   Den ligger i provinsen Provincia de Granada och regionen Andalusien, i den södra delen av landet, 400 km söder om huvudstaden Madrid. Zafarraya ligger 893 meter över havet och antalet invånare är 2 181.
Terrängen runt Zafarraya är huvudsakligen kuperad, men åt sydost är den bergig. Terrängen runt Zafarraya sluttar söderut.Runt Zafarraya är det glesbefolkat, med 15 invånare per kvadratkilometer. Närmaste större samhälle är Alhama de Granada, 14,2 km öster om Zafarraya. Omgivningarna runt Zafarraya är i huvudsak ett öppet busklandskap.